# Leptometra
Genre
Leptometra est un genre de comatules de la famille des Antedonidae.

## Liste d'espèces
Selon World Register of Marine Species (24 novembre 2020) :
- Leptometra celtica (M'Andrew & Barrett, 1858) -- Atlantique
- Leptometra phalangium (Müller, 1841) -- Méditerranée

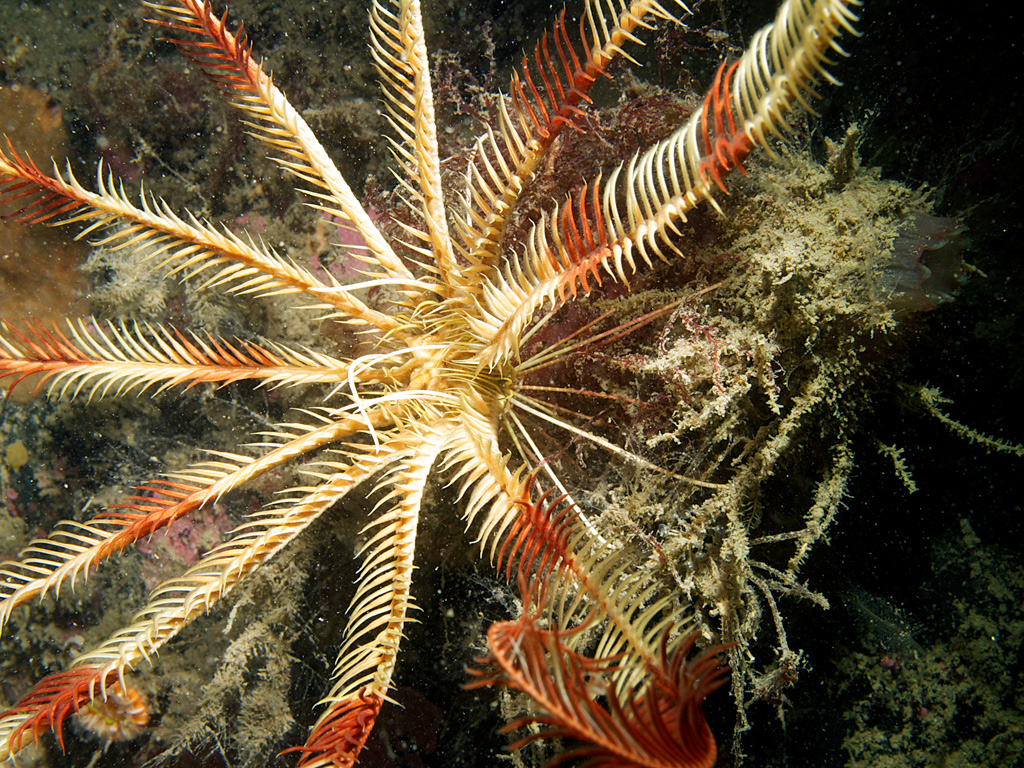
Leptometra celtica
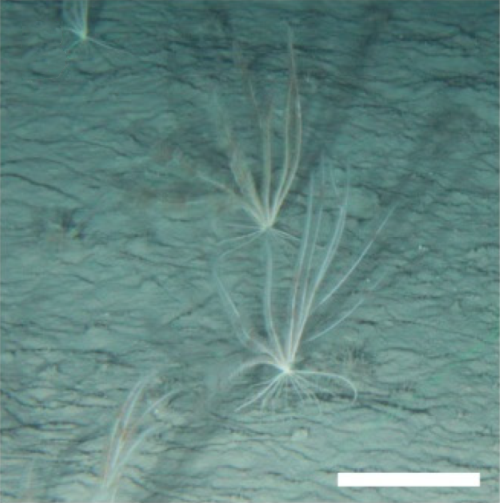
Leptometra phalangium